# 張淮深
張淮深（832年—890年），唐朝末年归义军节度使，张议潮哥哥张议潭的儿子。咸通八年（867年），张议潮入朝，官授司徒，留下侄子張淮深处理归义军军务。張淮深在任期间多次击败甘州回鹘，后世，在敦煌文书中有张淮深变文就是记载张淮深德英勇事迹的。乾符三年（876年），西州回鹘攻陷了张淮深所领的伊州（今新疆哈密），張淮深的势力下降。大顺元年（890年）二月廿二，張淮深死。关于他的去世，现无定论，传有以下数种说法：
1. 张议潮的女婿索勋发动政变，杀张淮深夫妻和六子，自立归义军节度使。[2][3]
2. 索勋没有杀张淮深，张淮深的死是由于派兵追随静难节度使朱玫立李煴。[4]
3. 张议潮的亲子張淮鼎杀死了张淮深。[5]
4. 认为张淮深的儿子张延兴、张延嗣杀死了张淮深和异母兄弟张延晖、张延礼六兄弟及张淮深夫人潁川郡陈氏。然后扶立张淮深的异母兄弟张淮鼎主政。[6]
5. 归义军内部以张文彻为首的反对派杀死张淮深及其一家，企图夺权。[7]
6. 张淮鼎杀死张淮深，自立归义军节度使。[8]